# Final Fantasy (Computerspiel)
Final Fantasy (OT: ファイナルファンタジー, Fainaru Fantajī) ist der erste Teil der gleichnamigen Videospielserie. Das Spiel erschien am 18. Dezember 1987 in Japan und am 12. Juni 1990 in den USA für das Nintendo Entertainment System (NES). In Europa und den USA erschien es mit leicht verändertem Inhalt als Teil der Final Fantasy Origins zusammen mit Final Fantasy II für die PlayStation. Eine weitere Neuauflage namens Final Fantasy I & II: Dawn of Souls, ebenfalls mit inhaltlichen Änderungen, gibt es sowohl für den WonderSwan Color (nur in Japan) als auch für den Game Boy Advance.
In Japan erschien das Spiel auch auf verschiedenen Mobiltelefonplattformen: NTT DOCOMOs i-αppli am 1. März 2004, EZ Appli (BREW) am 19. August 2004 und S!Appli am 3. Juli 2006. Am 26. Mai 2009 erschien es auch für die Virtual Console der Wii. Am 25. Februar 2010 wurde eine Fassung im Apple-AppStore für iOS in Japanisch und Englisch veröffentlicht, die eine überarbeitete Grafik und neue Inhalte besitzt. Am 13. Juni 2012 ist eine Portierung der iOS-Version für Windows Phone 7 erschienen.

## Welt
Final Fantasy spielt in einer Fantasy-Welt mit drei großen Kontinenten. Die elementaren Kräfte auf dieser Welt werden durch vier Kristalle symbolisiert, die jeweils für eins der vier klassischen Elemente stehen: Erde, Feuer, Wasser und Wind.
Die Welt von Final Fantasy ist bewohnt von einer Vielzahl unterschiedlicher Rassen. Elfen erscheinen als Bewohner von Elfland (Elfheim). Sie zeichnen sich vor allem durch ihre spitzen Ohren aus. Die Elfen befinden sich im Krieg mit den Dunkelelfen, angeführt von Astos. Die Meerjungfrauen leben in der „obersten Etage“ des Meerestempels in der See. Die Drachen leben auf den Cardia-Inseln, deren König Bahamut ist.

## Handlung
Zu Beginn des Spiels scheinen die vier Elemente, die die Welt beherrschen, aus den Fugen zu geraten: Die Erde verdorrt, Feuer verbrennen das Land, die Meere schäumen und die Winde bleiben aus. Einer Prophezeiung des Weisen Lukan zufolge sollen Krieger, die vier Kristalle ihr Eigen nennen, die sogenannten „Krieger des Lichts“, das Gleichgewicht wiederherstellen. Diese vier Krieger erscheinen in der Stadt Cornelia – über ihre Hintergründe oder wie sie an die Kristalle gelangt sind, wird nichts gesagt. Der König von Cornelia beauftragt die vier, seine Tochter, Prinzessin Sela, zu befreien. Der ehemalige Ordensritter Garland hat Sela entführt und hält sie gefangen, um den König zu erpressen. Die Krieger ziehen daraufhin zum Chaos-Tempel, wo sich Garland versteckt hält, töten diesen und befreien die Prinzessin.
Nach weiteren Reisen in die von Piraten heimgesuchte Stadt Pravoka und nach Elfenstadt treffen die Krieger in Crescent auf Lukan, den Urheber der sie betreffenden Prophezeiung. Er berichtet ihnen, dass sich vier Monster, die Chaosse, in den Kristallschreinen eingenistet hätten und diese dadurch verdunkeln würden. Es liegt nun an den Kriegern, die Monster zu besiegen und mithilfe ihrer eigenen Kristalle den Glanz der Schreine wiederherzustellen.
Die Krieger des Lichts kämpfen in der Terra-Höhle gegen den „Todbringer“ (im Original Ritchi, der Lich), das Chaos der Erde. Im Vulkan Gurug treten sie gegen „Kali“ (benannt nach der indischen Göttin der Zerstörung, Kali), das Chaos des Feuers an. In dem von Meerjungfrauen bewohnten Meerestempel begegnen sie „Aquadon“ (im Original Kura-ken, der Kraken), das Chaos des Wassers. Schließlich reisen sie in das von Lufenianern errichtete Luftschloss. Hier treten sie „Tiamat“ (benannt nach der babylonischen Urgöttin Tiamat) entgegen, dem Chaos der Luft. Vom Luftschloss aus sehen sie, wie sich auf der Erde die Kräfte der vier Schreine an einem Ort vereinen: dem Chaos-Tempel.
Als die Krieger des Lichts den Chaos-Tempel erreichen, werden sie durch ein Portal 2.000 Jahre in die Vergangenheit geworfen. Hier begegnen sie dem totgeglaubten Garland wieder. Dieser erzählt ihnen, wie die Chaosse dieser Zeit ihn aus der Unterwelt retteten. Er schickte sie daraufhin 2.000 Jahre in die Zukunft und erschuf dadurch eine Zeitschleife. Garland verwandelt sich vor den Augen der Krieger in das Monster „Chaos“. Nach einem langwierigen Kampf wird Chaos besiegt; die Zeitschleife löst sich auf.

## Spielsystem
Ein wichtiges Merkmal des Spiels ist das Klassensystem: Zu Beginn kann der Spieler für jeden der vier Kämpfer eine Klasse festlegen, die sich auf die Verfügbarkeit der Fähigkeiten im Kampf sowie die mögliche Auswahl der Waffen und Rüstungen auswirkt. Die Klassen heißen in der deutschen Fassung:
- Krieger (ein Kämpfer, der sich auf schwere Waffen und Rüstungen spezialisiert)
- Novize (ein Kampfkunst-Experte, der oft mit bloßen Händen und ohne Rüstung kämpft)
- Dieb (ein schneller, aber vergleichsweise schwacher Angreifer)
- Rotmagier (ein Allround-Magier, der sowohl über Kampffähigkeiten als auch die meisten Schwarz- und Weißmagien verfügt)
- Heiler (ein auf Defensiv- und Heilungszauber spezialisierter Magier)
- Schwarzmagier (ein auf Offensivzauber spezialisierter Magier)

Da die vier Helden – wie es zu dieser Zeit in Rollenspielen üblich war – weder einen eigenen Namen noch eine Persönlichkeit besitzen und somit lediglich zu passiven Teilnehmern des Spielverlaufes werden, hat auch die Wahl der Charakterklassen keinen Einfluss auf den Verlauf der Story und Dialoge. Erst in späteren Final-Fantasy-Teilen entwickelten die Protagonisten eine individuelle Persönlichkeit.

### Kampf
Final Fantasy war das erste Videospiel der Serie mit dem inzwischen populären rundenbasierten System. Allerdings gab es in der Urfassung noch Unannehmlichkeiten wie die, dass die Kämpfer gern ins Leere schlugen, wenn der anvisierte Gegner bereits von einem Mitstreiter besiegt worden war. Die grafische Darstellung der Kämpfe beschränkt sich auf eine rein schwarze Kampffläche mit einem farbigen Streifen als Kulisse am oberen Bildrand. Beide Punkte wurden für spätere Veröffentlichungen angepasst.

## Auswirkungen
Bei seiner Einführung in den USA 1990 wurde selbst der Verkaufsrekord in Japan gebrochen. Der Einfluss auf die Entwicklung der Rollenspiele war enorm; zusammen mit Dragon Quest gilt es als eines der einflussreichsten und erfolgreichsten RPGs für das NES.